# Microsechium
Microsechium es un género con siete especies de plantas con flores perteneciente a la familia Cucurbitaceae. 

## Especies seleccionadas
| - Microsechium compositum - Microsechium gonzalo-palomae - Microsechium guatemalense - Microsechium helleri | - Microsechium hintonii - Microsechium palmatum - Microsechium ruderale |